# Lidzija Marozava

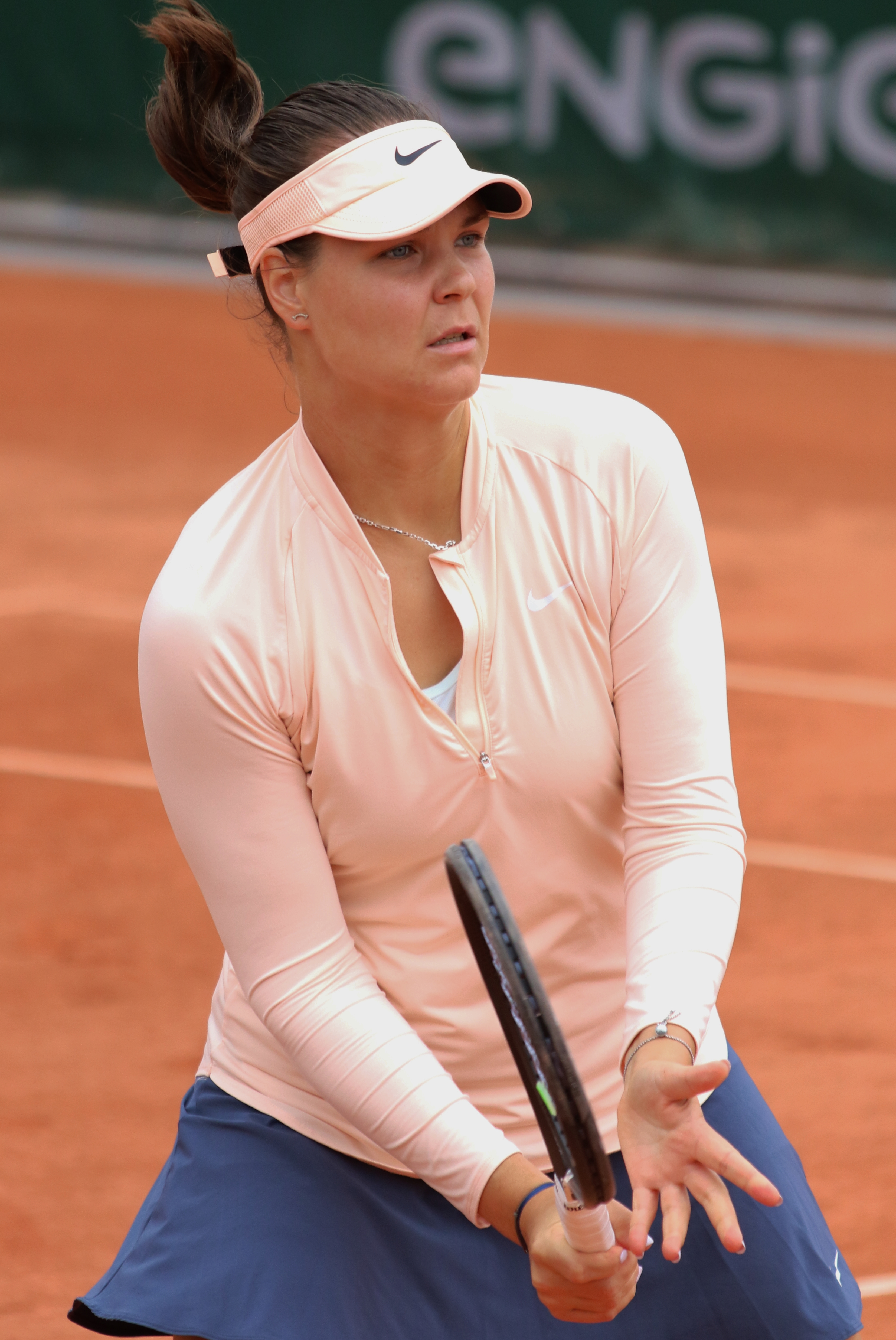
Roland Garros 2018

Lidzija Aliaksandraŭna Marozava (Wit-Russisch: Лідзія Аляксандраўна Марозава) (Minsk, 8 oktober 1992) is een tennisspeelster uit Wit-Rusland. Marozava begon met tennis toen zij negen jaar oud was. Haar favoriete ondergrond is hardcourt. Zij speelt rechtshandig en heeft een tweehandige backhand.

## Loopbaan

### Enkelspel
Marozava debuteerde in 2008 op het ITF-toernooi van haar geboortestad Minsk (Wit-Rusland). Zij stond in 2014 voor het eerst in een finale, op het ITF-toernooi van Minsk – zij verloor van Française Chloé Paquet. In 2017 veroverde Marozava haar eerste titel, op het ITF-toernooi van Guiyang (China), door een zege over de Oezbeekse Sabina Sharipova, met wie zij samen de dubbelspeltitel greep.

### Dubbelspel
Marozava behaalde in het dubbelspel betere resultaten dan in het enkelspel. Zij debuteerde in 2009 op het ITF-toernooi van Minsk (Wit-Rusland), samen met landgenote Palina Pechava. Later dat jaar stond zij voor het eerst in een finale, op het ITF-toernooi van Stockholm (Zweden), samen met de Russin Alexandra Artamonova – zij verloren van de Oekraïense tweeling Ljoedmyla en Nadija Kitsjenok. In 2012 veroverde Marozava haar eerste titel, op het ITF-toernooi van Istanbul (Turkije), samen met de Russin Jekaterina Jasjina, door het Georgische duo Ekaterine Gorgodze en Sofia Kvatsabaia te verslaan. Tot op heden(mei 2023) won zij 21 ITF-titels, de meest recente in 2022 in Irapuato (Mexico).
In 2015 speelde Marozava voor het eerst op een WTA-hoofdtoernooi, op het toernooi van Tasjkent, samen met de Duitse Carolin Daniels. Zij bereikten er de tweede ronde. Zij stond in 2016 voor het eerst in een WTA-finale, op het toernooi van Båstad, samen met de Nederlandse Lesley Kerkhove – zij verloren van het koppel Andreea Mitu en Alicja Rosolska.
In 2017 speelde zij voor het eerst op een grandslamtoernooi, op Wimbledon, samen met de Nederlandse Lesley Kerkhove – zij bereikten de tweede ronde. Later dat jaar veroverde Marozava haar eerste WTA-titel, op het toernooi van Luxemburg, samen met de Nederlandse Lesley Kerkhove, door het koppel Eugenie Bouchard en Kirsten Flipkens te verslaan. In 2020 volgde haar tweede titel, samen met de Roemeense Andreea Mitu op het challenger-toernooi van Praag. In 2021 won zij haar derde titel in Gdynia, met de Kazachse Anna Danilina aan haar zijde, en een week later de vierde in Belgrado, geflankeerd door landgenote Volha Havartsova. In februari 2022 won zij haar vijfde WTA-titel, samen met de Amerikaanse Kaitlyn Christian op het toernooi van Guadalajara.
Haar hoogste notering op de WTA-ranglijst is de 37e plaats, die zij bereikte in oktober 2018.

### Tennis in teamverband
In de periode 2013–2021 maakte Marozava deel uit van het Wit-Russische Fed Cup-team – zij behaalde daar een winst/verlies-balans van 4–3.

## Posities op deWTA-ranglijst
Positie per einde seizoen:
| jaar | rang enkelspel | rang dubbelspel |
| ---- | -------------- | --------------- |
| 2010 | 1041           | 529             |
| 2011 | 819            | 429             |
| 2012 | 551            | 335             |
| 2013 | 914            | 302             |
| 2014 | 512            | 249             |
| 2015 | 600            | 114             |
| 2016 | 804            | 102             |
| 2017 | 478            | 69              |
| 2018 | –              | 41              |
| 2019 | 1123           | 92              |
| 2020 | 1174           | 91              |
| 2021 | –              | 77              |
| 2022 | –              | 66              |

## Palmares
| Legenda                 |
| ----------------------- |
| Grandslamtoernooi       |
| Olympische Spelen       |
| Year-End Championships  |
| Premier Mandatory       |
| Premier Five / WTA 1000 |
| Premier / WTA 500       |
| International / WTA 250 |
| Challenger / WTA 125    |

### WTA-finaleplaatsen enkelspel
geen

### WTA-finaleplaatsen vrouwendubbelspel
| nr.              | finale     | toernooi        | ondergrond    | partner                | tegenstandsters                        | score            |         |
| ---------------- | ---------- | --------------- | ------------- | ---------------------- | -------------------------------------- | ---------------- | ------- |
| gewonnen finales |            |                 |               |                        |                                        |                  |         |
| 1.               | 2017-10-21 | WTA Luxemburg   | hardcourt (i) | Lesley Kerkhove        | Eugenie Bouchard Kirsten Flipkens      | 6-7, 6-4, [10-6] | details |
| 2.               | 2020-09-06 | WTA Praag       | gravel        | Andreea Mitu           | Giulia Gatto-Monticone Nadia Podoroska | 6-4, 6-4         | details |
| 3.               | 2021-07-25 | WTA Gdynia      | gravel        | Anna Danilina          | Kateryna Bondarenko Katarzyna Piter    | 6-3, 6-2         | details |
| 4.               | 2021-07-31 | WTA Belgrado    | gravel        | Volha Havartsova       | Aljona Fomina Jekaterina Jasjina       | 6-2, 6-2         | details |
| 5.               | 2022-02-27 | WTA Guadalajara | hardcourt     | Kaitlyn Christian      | Wang Xinyu Zhu Lin                     | 7-5, 6-3         | details |
| 6.               | 2023-07-02 | WTA Bad Homburg | gras          | Ingrid Gamarra Martins | Eri Hozumi Monica Niculescu            | 6-0, 7-6         | details |
| verloren finales |            |                 |               |                        |                                        |                  |         |
| 1.               | 2016-07-24 | WTA Båstad      | gravel        | Lesley Kerkhove        | Andreea Mitu Alicja Rosolska           | 3-6, 5-7         | details |
| 2.               | 2018-05-04 | WTA Praag       | gravel        | Mihaela Buzărnescu     | Nicole Melichar Květa Peschke          | 4-6, 2-6         | details |
| 3.               | 2018-10-14 | WTA Hongkong    | hardcourt     | Shuko Aoyama           | Samantha Stosur Zhang Shuai            | 4-6, 4-6         | details |
| 4.               | 2018-11-04 | Elite Trophy    | hardcourt (i) | Shuko Aoyama           | Ljoedmyla Kitsjenok Nadija Kitsjenok   | 4-6, 6-3 [7-10   | details |
| 5.               | 2023-05-26 | WTA Rabat       | gravel        | Ingrid Gamarra Martins | Sabrina Santamaria Jana Sizikova       | 6-3, 1-6, [8-10] | details |

### Gewonnen ITF-toernooien enkelspel
| nr. | finale     | toernooi | dotatie | ondergrond | tegenstandster in finale | score    |
| --- | ---------- | -------- | ------- | ---------- | ------------------------ | -------- |
| 1.  | 2017-09-17 | Guiyang  | $25.000 | hardcourt  | Sabina Sharipova         | 6-2, 6-4 |

### Gewonnen ITF-toernooien dubbelspel
| nr. | finale     | toernooi        | dotatie  | ondergrond    | partner              | tegenstandsters in finale               | score            |
| --- | ---------- | --------------- | -------- | ------------- | -------------------- | --------------------------------------- | ---------------- |
| 01. | 2012-12-29 | Istanbul        | $10.000  | hardcourt (i) | Jekaterina Jasjina   | Ekaterine Gorgodze Sofia Kvatsabaia     | 6-3, 6-2         |
| 02. | 2013-01-27 | Sharm-el-Sheikh | $10.000  | hardcourt     | Jevgenija Pasjkova   | Melanie Klaffner Melis Sezer            | 6-3, 6-1         |
| 03. | 2013-06-09 | Sharm-el-Sheikh | $10.000  | hardcourt     | Kyra Shroff          | Alina Michejeva Sylwia Zagórska         | 6-4, 6-2         |
| 04. | 2013-07-07 | Istanbul        | $10.000  | hardcourt     | Polina Lejkina       | Maryna Kolb Nadiya Kolb                 | 7-6, 7-5         |
| 05. | 2014-06-07 | Kazan           | $10.000  | gravel        | Margarita Lazareva   | Polina Novoselova Sofia Smagina         | 6-1, 0-6, [10-6] |
| 06. | 2014-06-14 | Minsk           | $10.000  | gravel        | Svjatlana Pirazjenka | Anna Smolina Ljoebov Vasiljeva          | 6-1, 6-3         |
| 07. | 2014-11-09 | Équeurdreville  | $25.000  | hardcourt (i) | Olga Dorosjina       | Fanny Caramaro Alice Ramé               | 6-3, 6-3         |
| 08. | 2014-11-15 | Minsk           | $25.000  | hardcourt (i) | Ilona Kremen         | Olga Dorosjina Sofia Sjapatava          | 6-3, 6-4         |
| 09. | 2015-02-21 | Moskou          | $25.000  | hardcourt (i) | Anastasija Vasyljeva | Natela Dzalamidze Veronika Koedermetova | 6-4, 6-4         |
| 10. | 2015-04-12 | Dijon           | $15.000  | hardcourt (i) | Olga Dorosjina       | Nicola Geuer Laura Schäder              | 4-6, 6-2, [10-2] |
| 11. | 2015-07-26 | Darmstadt       | $25.000  | gravel        | Irina Chromatsjova   | Pemra Özgen Anne Schäfer                | 6-4, 6-4         |
| 12. | 2015-08-02 | Horb am Neckar  | $15.000  | gravel        | Carolin Daniels      | Catalina Pella Guadalupe Pérez Rojas    | 7-6, 4-6, [10-7] |
| 13. | 2015-08-22 | Sint-Petersburg | $25.000  | gravel        | Carolin Daniels      | Natela Dzalamidze Veronika Koedermetova | 6-4, 4-6, [10-6] |
| 14. | 2015-09-13 | Biarritz        | $100.000 | gravel        | Başak Eraydın        | Réka Luca Jani Stephanie Vogt           | 6-4, 6-4         |
| 15. | 2016-12-23 | Ankara          | $50.000  | hardcourt (i) | Anna Blinkova        | Sabina Sharipova Jekaterina Jasjina     | 4-6, 6-3, [11-9] |
| 16. | 2017-03-12 | Zhuhai          | $60.000  | hardcourt     | Lesley Kerkhove      | Ljoedmyla Kitsjenok Nadija Kitsjenok    | 6-4, 6-2         |
| 17. | 2017-06-10 | Essen           | $25.000  | gravel        | Carolin Daniels      | Anita Husarić Kimberley Zimmermann      | 6-1, 6-4         |
| 18. | 2017-08-20 | Leipzig         | $25.000  | gravel        | Valentina Ivachnenko | Tereza Mrdeža Ankita Raina              | 6-2, 6-1         |
| 19. | 2017-09-17 | Guiyang         | $25.000  | hardcourt     | Sabina Sharipova     | Jiang Xinyu Tang Qianhui                | 6-2, 6-3         |
| 20. | 2021-04-18 | Oeiras          | $60.000  | gravel        | Andreea Mitu         | Marina Melnikova Conny Perrin           | 3-6, 6-4, [10-3] |
| 21. | 2022-03-13 | Irapuato        | $60.000  | hardcourt     | Kaitlyn Christian    | Anastasija Tichonova Daniela Vismane    | 6–0, 6–2         |

## Resultaten grandslamtoernooien
| Legenda | Legenda                          |
| ------- | -------------------------------- |
| g.t.    | geen toernooi gehouden           |
| l.c.    | lagere categorie                 |
| –       | niet deelgenomen                 |
| G       | uitgeschakeld in de groepsfase   |
| 1R      | uitgeschakeld in de eerste ronde |
| 2R      | uitgeschakeld in de tweede ronde |
| 3R      | uitgeschakeld in de derde ronde  |
| 4R      | uitgeschakeld in de vierde ronde |
| KF      | uitgeschakeld in de kwartfinale  |
| HF      | uitgeschakeld in de halve finale |
| F       | de finale verloren               |
| W       | het toernooi gewonnen            |
| w-v     | winst/verlies-balans             |

### Enkelspel
geen deelname

### Vrouwendubbelspel
| toernooi        | 2017 | 2018 | 2019 |    | 2021 | 2022 | 2023 |
| --------------- | ---- | ---- | ---- | -- | ---- | ---- | ---- |
| Australian Open | –    | 2R   | 2R   | –  | 1R   | 1R   |      |
| Roland Garros   | –    | 1R   | 1R   | –  | 2R   | 1R   |      |
| Wimbledon       | 2R   | 1R   | 1R   | –  | –    |      |      |
| US Open         | –    | 2R   | 1R   | 1R | 2R   |      |      |